# 린펑 (1986년)
린펑(중국어: 林鹏, 1986년 10월 25일 ~ )은 중국의 배우이다.